# 久保乃々花
久保 乃々花（くぼ ののか、1999年4月2日 - ）は、日本のファッションモデル、女優。岡山県出身。N.D.Promotion所属。
愛称はクボノノ、ののさん、ののか様。
『鉄オタ道子、2万キロ』（テレビ東京）のスピンオフドラマ『鉄オタのぞみ、50キロ』（ひかりTV・Paravi・YouTube・ネットもテレ東・TVer、GYAO!）で主演を務めている。
映画『女子高生に殺されたい』森口ミキ役や映画『あの日のアオ』でダブル主演を務めている。
シドのMV出演や、雑誌『JELLY』（文友舎）、『mer』（ワン・パブリッシング）に掲載。
2020年7月13日発売『週刊ヤングマガジン』（講談社）でグラビアデビューを果たす。
Web CMや広告、雑誌やECサイトモデルを多数。

## 出演

### 映画
- 女子高生に殺されたい（2022年4月1日、日活） - 森口ミキ 役[2][3]
- あの日のアオ -prologue-（2022年夏公開予定、「あの日のアオ - prologue -」製作委員会） - 主演・有村栞 役
- きみとまた（2023年8月18日(金)よりシネマート新宿にて公開） - 平井ナツ 役

### テレビドラマ
- 消しゴムをくれた女子を好きになった。第2話 - 第4話（2022年8月1日 - 15日、日本テレビ） - 野村杏里 役[4]
- オクトー 〜感情捜査官 心野朱梨〜 第8話（2022年8月25日、読売テレビ・日本テレビ） - 庭木紗良 役[5]
- 5分後に意外な結末 episode.7「失敗したキューピッド」（2022年10月13日、読売テレビ・日本テレビ） - 森エミ 役[6]
- 彩香ちゃんは弘子先輩に恋してる（2024年7月5日 - 8月23日、毎日放送） - 亀田郁実 役[7]
- 家政婦クロミは腐った家族を許さない 第2話 - 第4話（2025年1月18日・2月1日、テレビ東京） - 田中芽久 役[8]

### ウェブドラマ
- 私が獣になった夜（ABEMA）
  - 私が獣になった夜～名前のない関係～ 第4話（2021年7月9日） - 杏奈 役[9]
  - 私が獣になった夜～好きになっちゃいけない～ 第2話（2022年3月31日） - 主演・穂乃花 役[10]

- 鉄オタのぞみ、50キロ（2022年1月8日 - 3月26日、ひかりTV・Paravi 他） - 主演・のぞみ 役[11][12]

### テレビ番組
- THE突破ファイル（2020年5月21日 - 、日本テレビ）
- 第7キングダム（2020年5月24日 - 、日本テレビ）
- あざとくて何が悪いの?（2021年12月11日、テレビ朝日）
- ミスから始まるミステリー〜ドラマで学ぶ危険回避術〜（2022年4月23日、朝日放送） - 星野菜々美 役（再現VTR）

### ウェブ番組
- 恋愛ドラマな恋がしたい〜KISS or kiss（2021年5月1日 - 7月17日、AbemaTV）[13]

### 雑誌
- JELLY（ぶんか社）公式インフルエンサー「JELLY sister」
- mer（学研プラス）[14]
- 週刊ヤングマガジン（講談社）[15]

### 広告
- PLAZA WEBモデル
- GU WEBモデル
- Olive des Olive WEBモデル
- StyleHint WEBモデル

### MV
- シド「承認欲求」
- ドラマストア「可愛い子にはトゲがある？ 」

### CM
- キリン「午後の紅茶」